# 99Fire-Films-Award

Das Logo des 99Fire-Films-Award

Der 99Fire-Films-Award (Eigenschreibweise 99FIRE-FILMS AWARD) ist ein Kurzfilm-Wettbewerb, der seit 2009 in Berlin stattfindet. Die Teilnehmer aus Deutschland, Österreich und der Schweiz müssen in 99 Stunden einen 99-sekündigen Kurzfilm zu einem vorgegebenen Thema produzieren. Eine Jury aus Produzenten, Regisseuren, Schauspielern und Filmschaffenden kürt die Sieger in den 3 Kategorien Bester Film, Beste Kamera und Beste Idee. Darüber hinaus gibt es einen Publikumspreis. Das Preisgeld für den besten Film beträgt EUR 9.999, in den beiden anderen von der Jury bewerteten Kategorien jeweils EUR 999. Die Preisträger werden alljährlich im Rahmen einer Gala im Berliner Admiralspalast ausgezeichnet. Die besten 99 Teilnehmer sind seit 2015 berechtigt am 99Talent-Campus teilzunehmen und sich für das Förder- und Produktionsprogramm des Campus99 zu bewerben. In den ersten 7 Jahren haben mehr als 10.000 Teilnehmer an dem Wettbewerb teilgenommen. Im Jahr 2015 waren 3.421 Teilnehmer registriert. Anders als bei Filmfestivals üblich treten die Einsender die Rechte an einer kommerziellen Verwertung ihrer Filme an den Veranstalter oder von ihm gewählte Dritte ab.

## Themen
2009: Feuerverzinkt
2010: Gute Feuerverzinkung, böser Rost
2011: Alles Gute beginnt mit einem guten Kaffee
2012: Put a Smile on your face
2013: Wir machen’s einfach!
2014: Die bewegendste Geschichte schreibt das Leben
2015: Was ich schon immer tun wollte
2016: Hauptsache ihr habt Spaß
2017: Da gibt’s doch was ...
2018: Ich liebe es
2019: Create your own path
2025: The Power of Kindness

## Preisträger
Preisträger 2009
- Bester Film: Sebastian Runschke, Markus Matschke, Sven Falge – Schlafstörung
- Beste Kamera: Sofia Bavas – Zinkowski
- Beste Idee: Bernhard Mayr – Die Ampel

Preisträger 2010
- Bester Film: Sofia Bavas – Zinkowski gegen den Rost der Welt
- Beste Kamera: Dennis Hemstedt – Oxidermitis
- Beste Idee: Dennis Paulus und John von Ascheraden – NRPD

Preisträger 2011
- Bester Film: Peter Schöllhorn – Ding Dong
- Beste Kamera: Christopher Schlierf – Puls der Zeit
- Beste Idee: Moritz Schreiner – Jedes Böhnchen

Preisträger 2012
- Bester Film: Anna Ewelina – Würde
- Beste Kamera: Mark Feuerstarke – Turbo 500
- Beste Idee: Janne Strittmatter – Das letzte Lächeln

Preisträger 2013
- Bester Film: Manuel Eckert – Wenn Wünsche fliegen
- Beste Kamera: Stephan Fickers – Hermann hört auf
- Beste Idee: Bartosz Bludau – Luft und Liebe

Preisträger 2014
- Bester Film: Kerem Arziman – Red Coat
- Beste Kamera: Fabian Sebastian – Leben GmbH
- Beste Idee: David Helmut – Auch ein blindes Huhn

Preisträger 2015
- Bester Film: Adalbert Wojaczek – Malou
- Beste Kamera: Denny Mellenthin – Papaduft
- Beste Idee: Giese Scheiner – Es werde Licht

Preisträger 2016
- Bester Film: Florian Jahnel – Nick Shades: Entscheidung
- Beste Kamera: Kristin Herziger – Elstern
- Beste Idee: Ferdi Özten – Wie an dem Tag

Preisträger 2017
- Bester Film: Christopher Dürkop – Glücklich
- Beste Kamera: Stephanie Fischer – Remis
- Beste Idee: Martin Spitzlei – Diesmal nicht
- Sonderpreis: Niklas Coscan – Der Rote Faden
- Sonderpreis: Björn Alt – Die Telefonistin
- Publikumspreis: Dustin Naujokat – Denk nach

Preisträger 2018
- Bester Film: David Schuster, Alexej Funke – Fest der Sinne
- Beste Kamera: Marc Philip Ginolas, Henrik Weimar – 1990
- Beste Idee: Daniel Förster, Philipp Hafner – Das Leben an sich
- Grand Prix: David Johann Lensing – Wer zuletzt lutscht
- Publikumspreis: Markus Baumeister – Blow

Preisträger 2019
- Bester Film: Simon Meyer – Vier
- Beste Idee: Nik Behrendt – Diorama
- Beste Kamera: Thies Grünewald – Fateful Decision
- Sonderpreis: Lucien Kotsi – Mama

## Jurymitglieder
Ehemalige Jurymitglieder
- Thorsten Koch, Geschäftsführer Constantin Film
- Bettina Zimmermann, Schauspielerin
- Kai Wiesinger, Schauspieler
- Christoph Müller, Produzent
- Anika Decker, Autorin und Regisseurin
- Nikolaus Summerer, Kameramann
- Ursula Karven, Schauspielerin
- Phil Laude (Y-Titty), YouTuber
- Rick und Steven (Space Frogs), YouTuber
- Charles Ladmiral, Filmeditor
- Kai Schumann, Schauspieler
- Thomas Hesse, Marketingleiter Media Markt Deutschland
- Elyas M’Barek, Schauspieler
- Roland Suso Richter, Regisseur
- Sonja Kirchberger, Schauspielerin
- Leander Haußmann, Regisseur
- Anna Maria Mühe, Schauspielerin
- Wotan Wilke Möhring, Schauspieler
- Wolfgang Joop, Designer
- Cosma Shiva Hagen, Schauspielerin
- Marco Kreuzpaintner, Regisseur
- Roman Knižka, Schauspieler
- Kostja Ullmann, Schauspieler
- Anja Kling, Schauspielerin
- Natalia Avelon, Schauspielerin
- Oliver Korittke, Schauspieler
- Christoph M. Ohrt, Schauspieler
- Simone Thomalla, Schauspielerin
- Hans Weingartner, Regisseur
- Dorkas Kiefer, Schauspielerin
- Simon Licht, Schauspieler
- Axel Milberg, Schauspieler
- Stefan Konarske, Schauspieler
- Feo Aladag, Regisseurin
- Manuel Uhlitzsch, Geschäftsführer MyVideo
- Frank Lamm, Kameramann
- Nadja Uhl, Schauspielerin
- Julia Dietze, Schauspielerin

## Finanzierung des Awards
Der 99Fire-Films-Award wird durch Sponsoren aus Wirtschaft und Industrie finanziert. Die Höhe des Sponsorings liegt im sechsstelligen Euro-Bereich. Initialsponsor des Awards war der Industrieverband Feuerverzinken e. V., der in den Jahren 2009 und 2010 als Hauptsponsor den Wettbewerb ermöglichte.

## Kritik
In der Vergangenheit gab es Kritik an den Teilnahmebedingungen, wonach die Rechte der eingesendeten Filme an 99 Films Deutschland übertragen werden müssen. 99 Films Deutschland kann die übertragenen Rechte an Dritte zur kommerziellen Auswertung weiter übertragen. Der Teilnehmer selbst darf seinen Film nicht kommerziell verwerten: Daher verzichtet der Einsender darauf, den Film an Dritte für eine kommerzielle Verwertung zu lizenzieren oder sonst kommerziell auszuwerten. Nur die Nichtkommerzielle Verwertung und Verbreitung ist den Einsendern gestattet.
In einem bei YouTube unter Creative Commons Lizenz veröffentlichten Filmbeitrag zum Wettbewerb 2012 wird diese Praxis thematisiert und kritisiert. Seine rasche virale Verbreitung führte dazu, dass der Clip am 7. Februar 2012 von der Welt Kompakt zum beliebtesten YouTube-Video des Tages bestimmt, solidarisch auf diversen Filmfestivals gezeigt und im Internet breit diskutiert wurde. Zum Wettbewerb 2013 wurde die AGB dann zugunsten der Teilnehmer etwas angepasst, sodass nicht erfolgreiche Teilnehmer die kommerziellen Verwertungsrechte nach einem Jahr ab Preisverleihung wieder für sich beanspruchen können.
Das Wettbewerbsthema 2018 hieß Ich liebe es und die Zusatzaufgabe war die Integration eines McDonalds-Moments oder eines McDonalds-Produkts. Diese Übernahme des Werbeclaims und die Notwendigkeit, McDonalds in den Film einzubauen, führte zu Unmut und Boykattaufrufen bei Teilen der Filmemacher, die am Award teilnehmen wollten. Dennoch haben auch 2018 über 3.000 Filmemacher ihre Produktionen eingereicht.